# 徐舒平
徐舒平（韓語：서서평，1880年9月26日—1934年6月23日）原名伊丽莎白·约翰娜·舍平（英語：Elizabeth Johanna Shepping），是出生于德国的美国传教士及护士，曾在朝鲜半岛进行传教活动长达22年之久。她原本出生在一个天主教家庭，但在移民美国后轉教派成為新教基督徒，被美南长老会海外传教部评为“七大最伟大的传教士”之一。